# Ла-Манча-де-Куэнка

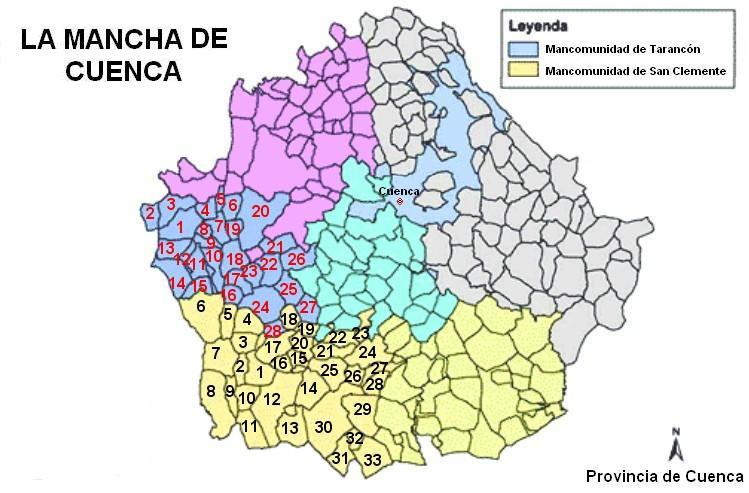
Ла-Манча-де-Куэнка

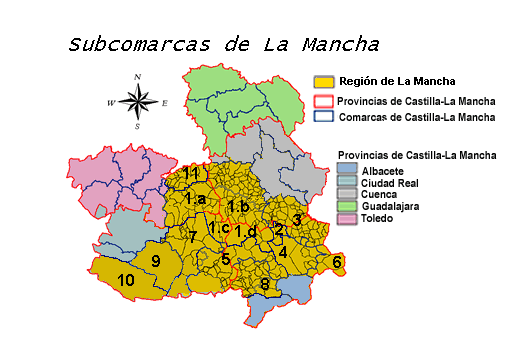
Деление района Ла-Манча на подрайоны (субкомарки)

Ла-Манча-де-Куэнка (исп. La Mancha de Cuenca)  — историческая область и  район (комарка) в Испании, находится в провинции Куэнка. Часть исторической области Ла-Манча.

## Муниципалитеты
1. Алькасар-дель-Рей
2. Алькончель-де-ла-Эстрелья
3. Альмендрос
4. Альмонасид-дель-Маркесадо
5. Аталая-дель-Каньявате
6. Белинчон
7. Бельмонте
8. Вара-де-Рей
9. Вильяльгордо-дель-Маркесадо
10. Вильямайор-де-Сантиаго
11. Вильяр-де-Каньяс
12. Вильяр-де-ла-Энсина
13. Вильярехо-де-Фуэнтес
14. Вильяррубио
15. Вильяэскуса-де-Аро
16. Кампос-дель-Параисо
17. Каньяда-Хункоса
18. Карраскоса-де-Аро
19. Касас-де-Аро
20. Касас-де-Фернандо-Алонсо
21. Касас-де-лос-Пинос
22. Кастильо-де-Гарсимуньос
23. Ла-Альберка-де-Санкара
24. Лас-Месас
25. Лас-Педроньерас
26. Лос-Инохосос
27. Монреаль-дель-Льяно
28. Монтальбанехо
29. Монтальбо
30. Мота-дель-Куэрво
31. Онрубиа
32. Онтанайя
33. Оркахо-де-Сантиаго
34. Оса-де-ла-Вега
35. Паломарес-дель-Кампо
36. Паредеш
37. Пинарехо
38. Посоррубио
39. Пуэбла-де-Альменара
40. Рада-де-аро
41. Росален-дель-Монте
42. Сан-Клементе
43. Санта-Мария-де-лос-Льянос
44. Санта-Мария-дель-Кампо-Рус
45. Сарса-де-Тахо
46. Сафра-де-Санкара
47. Саэлисес
48. Таранкон
49. Торрубиа-дель-Кампо
50. Торрубиа-дель-Кастильо
51. Тресхункос
52. Трибальдос
53. Уклес
54. Уэльвес
55. Фуэнте-де-Педро-Наарро
56. Фуэнтелеспино-де-аро
57. Эль-Асеброн
58. Эль-Ито
59. Эль-Каньявате
60. Эль-Педерносо
61. Эль-Провенсио